# پایگاه آرامش
پایگاه آرامش (به لاتین: Statio Tranquillitatis) محلی در ماه می‌باشد که در ژوئیه ۱۹۶۹ انسان در آن فرود آمد و به این ترتیب برای اولین بار به یکی دیگر از اجرام آسمانی رفت. در ۲۰ ژوئیه ۱۹۶۹، دو خدمه سفینه آپولو ۱۱ یعنی نیل آرمسترانگ و باز آلدرین، ماه‌نشین آپولو، (عقاب)، را در حدود ساعت ۲۰:۱۷:۴۰ به وقت گرینویچ روی ماه فرود آوردند. آرمسترانگ شش ساعت و سی و نه دقیقه پس از فرود از ماه‌نشین آپولو خارج شد و بعد از نوزده دقیقه آلدرین به او پیوست. فضانوردان دو ساعت و سی و یک دقیقه برای بررسی و عکاسی از سطح ماه و جمع‌آوری ۴۷٫۵ پوند (۲۱٫۵ کیلوگرم) نمونه‌های خاک و سنگ برای بازگشت به زمین وقت صرف کردند. آنها در ۲۱ ژوئیه در ساعت ۱۷:۵۴ از سطح ماه خارج شدند.

## نام
آرمسترانگ این پایگاه را در ساعت ۲۰:۱۷:۵۸ نامگذاری کرده‌است؛ حدود ۱۸ ثانیه پس از فرود موفق او و آلدرین، او اعلام کرد: 
 هوستون، ما در پایگاه آرامش هستیم. عقاب فرود آمد. 

## وضعیت

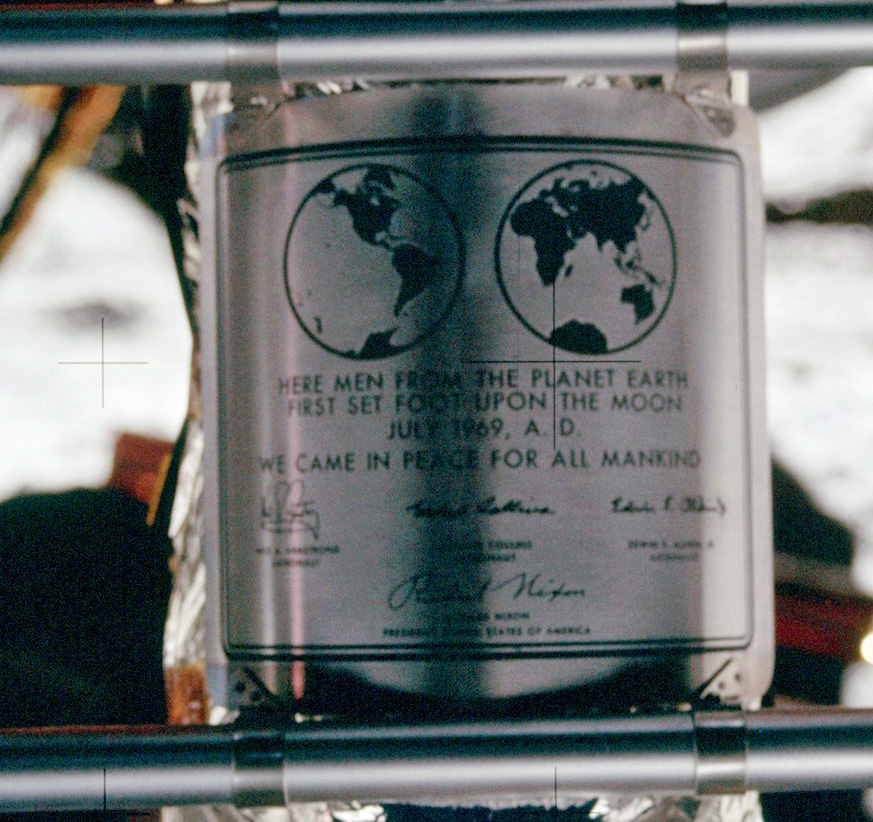
لوح به جای مانده بر پایگاه آرامش (عکس گرفته شده توسط نیل آرمسترانگ)

در ژوئیه ۲۰۱۹، قانون یک گام کوچک برای حفاظت از میراث بشر در فضا معرفی شد و در مجلس سنای ایالات متحده تصویب شد. بر اساس این قانون بایستی از پایگاه آرامش و دیگر نقاط فرود آپولو در برابر آسیب ناشی از فعالیت‌های فضایی تحت لیسانس آمریکا محافظت شود.

## تصاویر

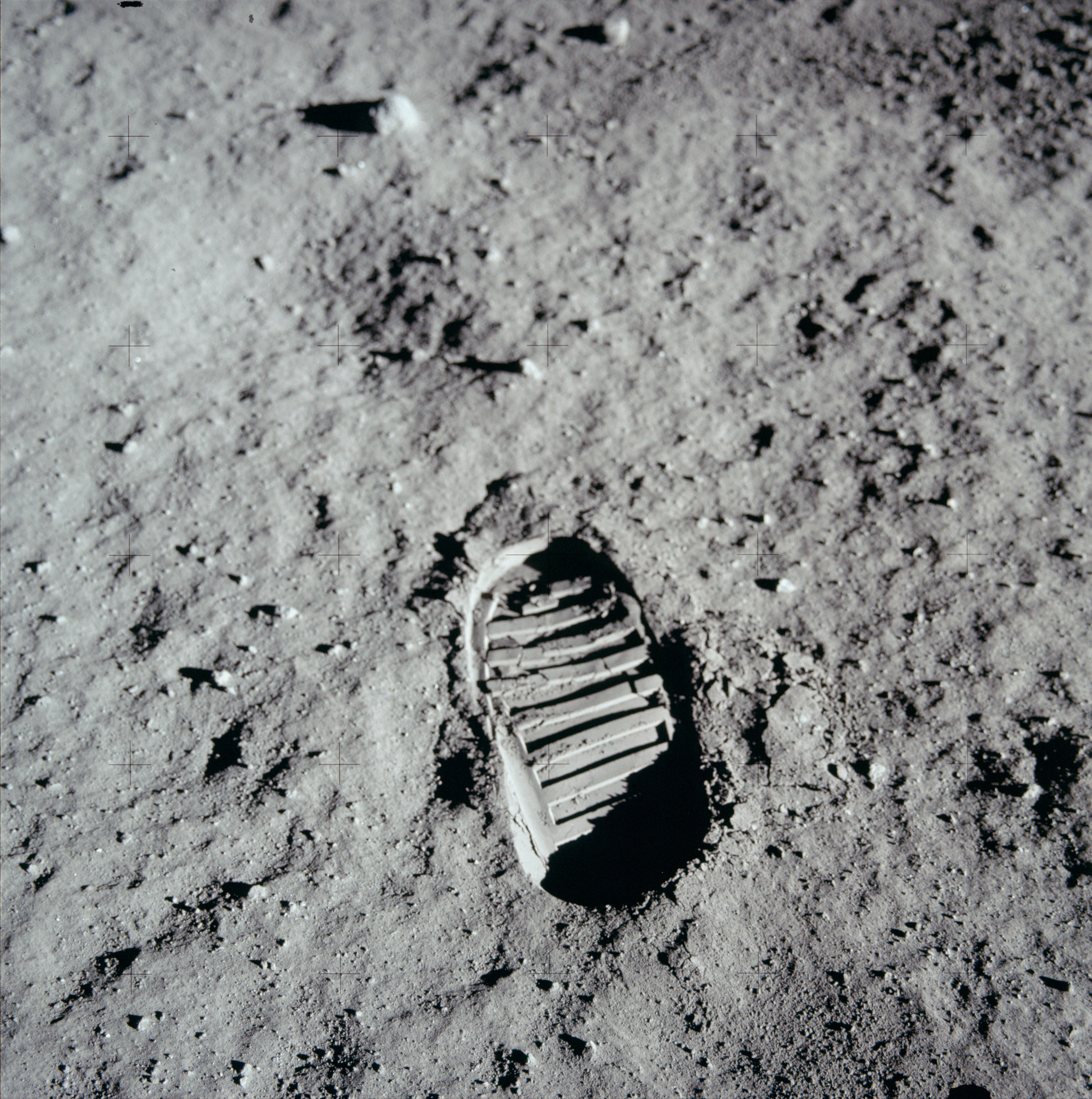
جای پای فضانورد باز آلدرین در پایگاه آرامش، ماه

## نگارخانه

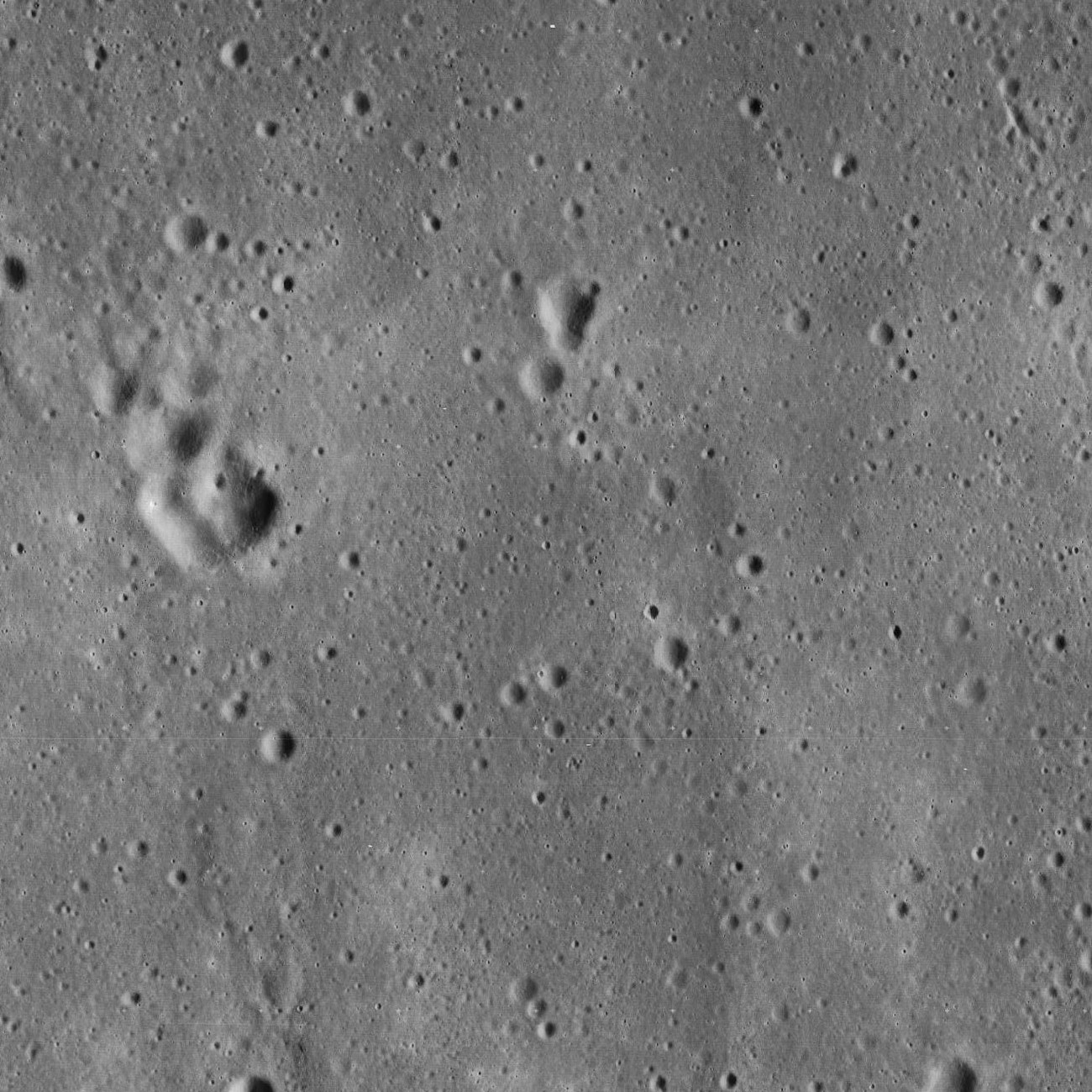
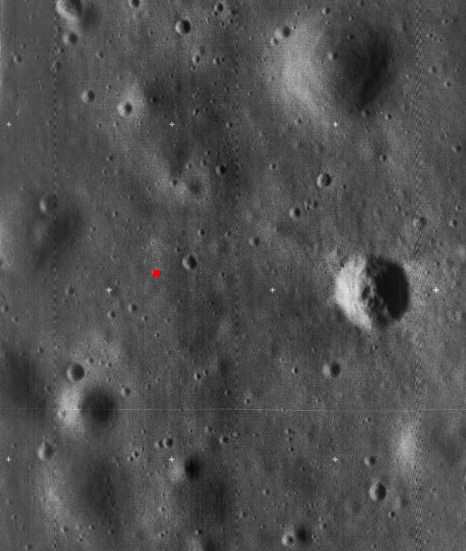
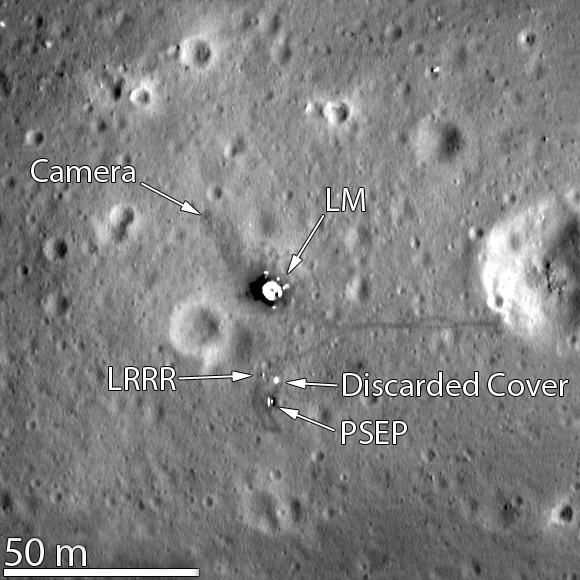